# ميخائيل كوري (لاعب كرة قدم)
ميخائيل كوري (بالإنجليزية: Michael Currie)‏ هو لاعب كرة قدم بريطاني، ولد في 19 أكتوبر 1979.